# Teoría de los tres estratos de la inteligencia
La teoría de los estratos de la inteligencia fue postulada por J.B Carroll, un psicólogo estadounidense especializado en la psicología del lenguaje.  Esta teoría se basó en los estudios previos de Spearman, sobre el concepto del factor g, en las aptitudes mentales primarias de Thurstone y también en la inteligencia fluida y cristalizada de Cattell. Carroll adopta todos estos conceptos o estudios anteriores y los incluye en su teoría psicológica, que fue publicada en 1993, en su libro Human Cognitive Habiliten: A survey ok
factoría studies (Las Capacidades Cognitivas Humanas: una encuesta sobre estudios analítico factoriales). 
Este modelo explica que la inteligencia está formada por tres estratos. El primer estrato, el más simple, que incluye capacidades muy concretas que agrupan las aptitudes mentales primarias, aquellas que consideramos más básicas. El segundo estrato se agrupa en 7 factores más complejos que reúnen todos los anteriores, sobre todo el autor destacó la importancia de la inteligencia fluida y cristalizada. Y por último el tercer estrato, y el más complejo, es el factor g, este agrupa toda las capacidades o aptitudes anteriores, y se relaciona con aquellas actividades cognitivas más complejas.
La Teoría de los estratos de la inteligencia hizo importantes contribuciones en la psicología y el estudio de la inteligencia. Sin embargo, se le hicieron algunas críticas, sobre todo en el hecho de no profundizar en la naturaleza o el funcionamiento de la inteligencia, y únicamente dar una visión descriptiva de ella. Y otra destacada, es el uso del CI de una manera determinista y genetista, dando lugar a ciertos prejuicios sociales, culturales y /o de género.

## Información sobre el autor
John B. Carroll fue un psicólogo estadounidense especializado en la psicología del lenguaje, y que postuló la teoría de los tres estratos de la inteligencia. J.B. Carroll nació en Hartford, Connecticut el 5 de junio de 1920. Desde que era pequeño Carroll se interesó por la música y el lenguaje. Carroll estudió en Wesleyan University, donde se especializó en Lenguas clásicas y se graduó con honores en 1937. Carroll estudio con Skinner, lo que le permitió crecer como psicólogo, luego al querer centrarse en investigaciones con menos sujetos al contrario que B.F. Skinner, este le presentó a L.L. Thurstone con quien concordaba en más aspectos de metodología y donde pudo dedicar su interés en la psicometría.  Grácias al haber podido trabajar con estos dos autores Carroll aprendió mucho sobre la inteligencia y sobre las dos grandes teorías de aquel momento ya que había trabajado con ambos autores de estas teorías. Finalmente en 1941 Carroll terminó su tesis "Un análisis factorial de las habilidades orales". Carroll comenzó su carrera profesional en Mount Holyoke College.

## Estudios o modelos previos
A la hora de postular su modelo de los tres estratos J.B.Carroll tuvo en cuenta otros modelos factoriales de la inteligencia, estos serían por ejemplo el factor “g” de Spearman, modelo de las Aptitudes Mentales Primarias de Thurstone y la IC (inteligencia cristalizada) e IF (inteligencia fluida) de Cattell.

### “g” de Spearman
El factor “g” de Spearman es la llamada Inteligencia general, que influye en la ejecución general. Además es un factor determinante que, de acuerdo a la teoría de los dos factores de Spearman, es común a todas las habilidades intelectuales y refleja la capacidad mental de un individuo para realizar un trabajo intelectual.

### Aptitudes Mentales Primarias de Thurstone
Thurstone (1938), propuso un modelo alternativo multifactorial de las capacidades cognitivas, en concreto identificó siete aptitudes mentales primarias, las cuales son independientes entre sí y especializadas en operaciones y tareas diferentes, estas son:
1. (V) Comprensión Verbal: Aptitud de comprender ideas expresadas en palabras.
2. (W) Fluidez Verbal: Velocidad y variedad de palabras que se pueden producir de forma rápida y flexible.
3. (N) Numérica: Aptitud para resolver problemas de cálculo simples.
4. (S) Espacial: Habilidad para visualizar objetos en 2 o 3 dimensiones.
5. (M) Memoria: Recordar y reconocer Información presentada anteriormente.
6. (P) Velocidad Perceptual: Discriminar detalles de configuraciones complejas.
7. (R) Razonamiento: Habilidad para solucionar problemas basados en deducciones lógicas.

### Inteligencia fluida y cristalizada de Cattell
El psicólogo británico Raymond Cattell (1905 – 1998) estableció una novedosa distinción entre dos tipos de inteligencias: inteligencia fluida y cristalizada.
La inteligencia Fluida hace referencia a la capacidad de la persona para adaptarse y enfrentar situaciones nuevas de forma ágil, sin que el aprendizaje previo, la experiencia o el conocimiento adquirido supongan una ayuda determinante para su manifestación. muy vinculada a las variables neurofisiológicas (por ejemplo, con el desarrollo de conexiones neuronales), y su influencia es más acusada puesto que su desarrollo depende en gran parte de la base genética
Por otro lado, la Inteligencia Cristalizada es el conjunto de capacidades, estrategias y conocimientos que constituyen el grado de desarrollo cognitivo logrado mediante la historia de aprendizaje de una persona.

## Teoría de los tres estratos de la inteligencia
Carroll partía del paradigma de una política educativa y social, la intención de determinar cuáles son las capacidades importantes, cómo se pueden medir mejor, cómo se desarrollan a lo largo del ciclo vital, cuál es el desarrollo normal y cómo varían, como se pueden mejorar, etc.
El objetivo de su investigación era obtener un resultado integrador de la estructura de las capacidades humanas, garantizado en este caso por la amplitud de la muestra utilizada y por las variables de rendimiento escogidas (variedad de tipos de tests de tareas cognitivas, que le permitieron agrupar las capacidades cognitivas en ocho categorías).
Para ello realizó un trabajo de integración muy exhaustivo: recopiló todas las bases válidas de datos de pruebas psicométricas de inteligencia de todo el mundo (427 estudios realizados entre 1927 y 1987, variados en edades, sexo, niveles educativos, cultura) y las analizó mediante el análisis factorial.
Y realizó un modelo plenamente integrador, el modelo de estratos de la inteligencia. Para Carroll, los factores que la describen no son estáticos sino que se relacionan con el aprendizaje. Este modelo consiste en que la inteligencia está formada por tres estratos; el primero (los más simples), el segundo (los más complejos), y el tercero (el más general).
Carroll integró en su teoría los trabajos de Spearman, Thurstone, Guilford, y Catell. Carroll dice “la plena importación de la teoría de los tres estratos puede ser explicada comparándola con ciertas otras teorías de las capacidades cognitivas, la teoría de tres estratos aquí ofrecida es muy similar al modelo de Spearman, la teoría de los tres estratos es una consecuencia directa del modelo de Thurstone en el sentido de que se basa en factorizaciones sucesivas de matrices de correlación en órdenes superiores, la teoría de tres estratos es similar a la teoría de Gf-Gc” (Carroll, 1993).

## Los tres estratos

### El primer estrato
Capacidades concretas, lo más concreto y específico, incluyen un gran número de aptitudes mentales primarias, muy parecidas las aptitudes primarias planteadas por Thurstone, como la memoria general. Son veinte factores que agrupan las pruebas utilizadas para medir las diferentes capacidades; se refieren básicamente a las capacidades necesarias en el rendimiento académico, pero también incluye relaciones interpersonales y laborales.

### El segundo estrato
En el segundo estrato encontramos factores más complejos y con mayor grado de generalidad que engloban a los del primer estrato y se organizan en 7 grupos que se indican con un número y una letra (2F, 2C, 2V, 2U, 2S, 2R, 2Y):
- 2F → inteligencia fluida: Razonamiento inductivo y razonamiento cuantitativo.
- 2C →  inteligencia cristalizada: Lenguaje impreso, comprensión del lenguaje, conocimiento del vocabulario.
- 2V → percepción visual amplia: Visualización, relaciones espaciales.
- 2U → percepción auditiva amplia: Discriminación del sonido del discurso, discriminación del sonido general.
- 2S → velocidad cognitiva general: Velocidad para realizar pruebas, facilidad numérica y velocidad perceptiva.
- 2R → capacidad amplia de recuerdo: Fluencia, sensibilidad a los problemas, flexibilidad figural y facilidad para nombrar.
- 2Y → capacidad amplia de memoria: Amplitud de memoria, memoria semántica, memoria de recuerdo libre, memoria visual.

### El tercer estrato
Es un factor de inteligencia general, denominada 3 G. Concepto adoptado del factor “g” del modelo de Spearman, este engloba a los estratos anteriores, pero destacando la importancia de la inteligencia fluida y la cristalizada. 
Según se expone en el modelo de Spearman la g, es aquel factor universal de la inteligencia que reúne todas las capacidades cognitivas.  
El factor g se relaciona con la complejidad de la actividad cognitiva exigida por los problemas, es decir, captar relaciones entre elementos, conceptos abstractos, razonar, analizar, hallar características comunes entre elementos superficialmente distintos e inferir conclusiones a partir de los elementos de información.

## Contribuciones
Las contribuciones de John Carroll a la psicología son múltiples. Su libro de Habilidades Cognitivas Humanas constituye una de las obras más influyentes en la historia de la investigación de inteligencia, en la que se incluye esta teoría psicológica. Por lo tanto, es importante entender las opiniones de Carroll sobre la inteligencia, o al menos el modelo que él cree mejor que representa su punto de vista. John Carroll describió su visión de la capacidad cognitiva como aquella que comprende múltiples factores, donde cada uno, es independiente entre sí. Estos factores difieren en su nivel de generalidad sobre todo el dominio de la capacidad cognitiva. Y destaca sobre todo, el factor g, o más general,  como aquel que tiene una relación directa con todas o casi todas las posibles medidas de capacidad cognitiva.
Otra de sus mayores contribuciones fue en la influencia y desarrollo de la aplicación del análisis factorial como método de estudio para las capacidades cognitivas.
Las contribuciones de John Carroll a la psicología son múltiples. Su libro de Habilidades Cognitivas Humanas constituye una de las obras más influyentes en la historia de la investigación de inteligencia, en la que se incluye esta teoría psicológica. Por lo tanto, es importante entender las opiniones de Carroll sobre la inteligencia, o al menos el modelo que él cree mejor que representa su punto de vista. John Carroll describió su visión de la capacidad cognitiva como aquella que comprende múltiples factores, donde cada uno, es independiente entre sí. Estos factores difieren en su nivel de generalidad sobre todo el dominio de la capacidad cognitiva. Y destaca sobre todo, el factor g, o más general,  como aquel que tiene una relación directa con todas o casi todas las posibles medidas de capacidad cognitiva.
Otra de sus mayores contribuciones fue en la influencia y desarrollo de la aplicación del análisis factorial como método de estudio para las capacidades cognitivas.

## Críticas
Una de las principales críticas que se le hace a este modelo es que los factores no revelan nada acerca de la naturaleza o funcionamiento de la inteligencia, solo tiene una función meramente descriptiva y no explicativa.
Presenta un carácter artificial en las investigaciones psicométricas y una falta de atención a los contextos reales en donde la conducta inteligente se produce.
No proporcionan mucha información a nivel evolutivo ontogenético, y hace falta que se puedan integrar con los conocimientos sobre funcionamiento cognitivo, así como poderlo vincular a otros tipos de inteligencia (práctica, social…) (Soldevilla, J.M., 2013)